# Ниписсинги

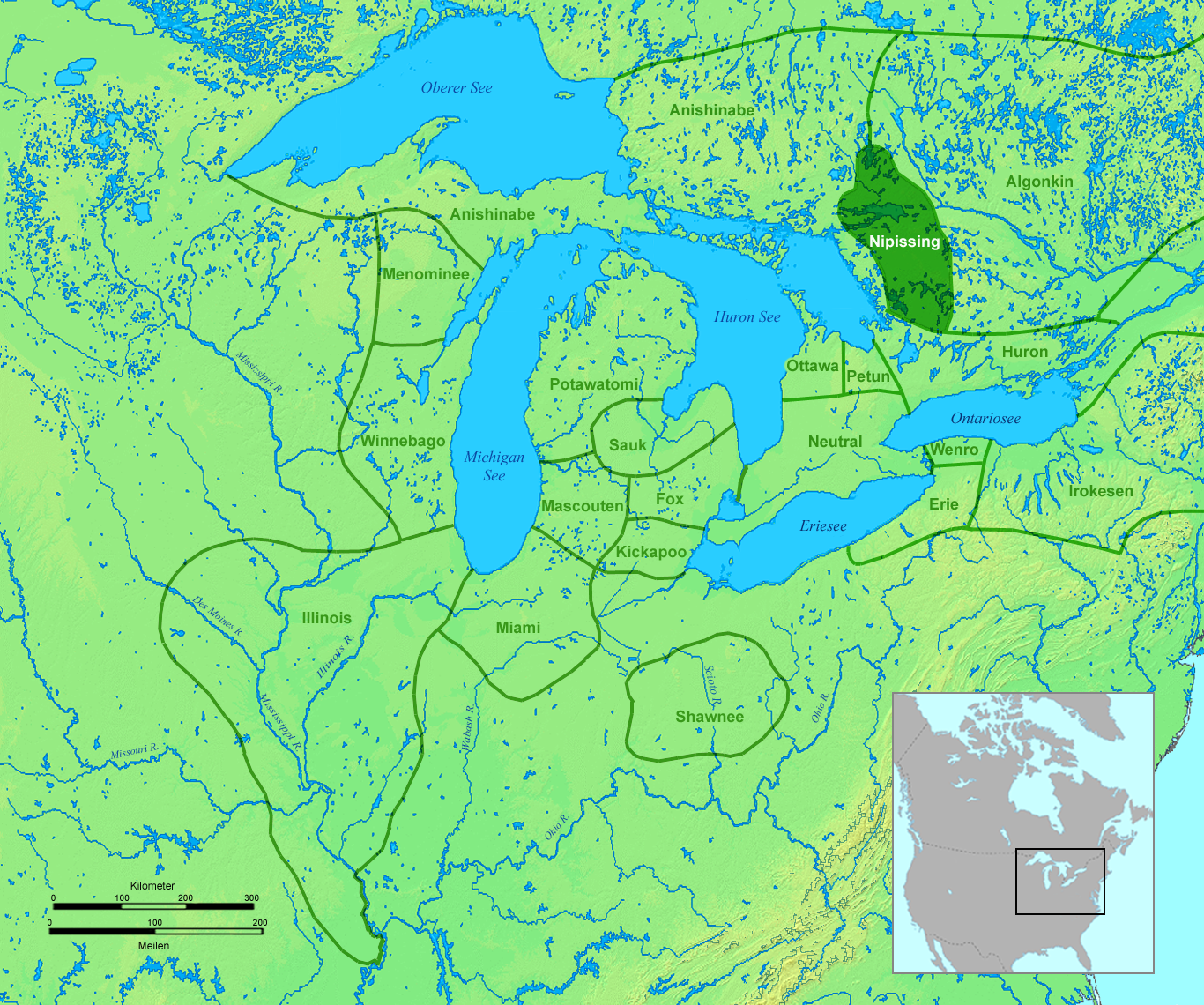
Традиционная территория ниписсингов

Ниписсинги — алгонкиноязычное индейское племя, которое к моменту прихода европейцев на континент проживало в окрестностях озера Ниписсинг на территории современной канадской провинции Онтарио. Являются частью анишинаабе, группы культурно связанных индейских народов, говорящих на алгонкинских языках, в которую также входят оттава, оджибве, алгонкины и потаватоми. 

## История
Первый контакт французов с ниписсингами произошёл в 1615 году. Самюэль де Шамплен посетил их деревню по пути к гуронам, следуя к заливу Джорджиан-Бей. В то время ниписсинги контролировали торговые пути, которые становились все более важными и желательными в ранний французский колониальный период, а также имел торговые связи с оджибве и кри на севере и западе. Торговля пушниной снабжала ниписсингов европейскими товарами, а после 1632 года и огнестрельным оружием.
На протяжении 1640-х годов ниписсинги страдали от эпидемий, однако эта продолжающаяся трагедия предоставила католическим священникам Новой Франции возможность сделать своих первых новообращённых среди  них и гуронов. Ниписсинги неуклонно теряли население, но гуроны, сосредоточенные в своих больших укреплённых деревнях, были особенно уязвимы. Первоначально французское огнестрельное оружие помогло их торговым партнерам сдержать натиск ирокезов, но к 1649 году гуроны были ими разгромлены, а в последующие годы и на ниписсингов было совершено несколько нападений мохоков, онайда и онондага. В 1653 году, оставшиеся в живых, были вынуждены бежать на запад к оджибве и оттава в район Со-Сен-Мари. К 1661 году ниписсинги поселились на северном берегу Верхнего озера. На следующий год, они, объединившись с оджибве и оттава, уничтожили большой военный отряд мохоков и онайда к западу от современного города Су-Сент-Мари.
После заключения мира с ирокезами ниписсинги стали возвращаться на родные земли. В начале XVIII века  французы убедили 250 ниписсингов и около 100 алгонкинов поселиться вместе с 300 христианами-мохоками, живущими в миссионерской деревне сульпициан к западу от Монреаля. В результате этого, ниписсинги стали частью индейского союза, известного как Семь наций Канады. Они оставались верными союзниками Новой Франции до окончания Семилетней войны, а затем подписали мирный договор с Британией.

## Культура
Ниписсинги находились слишком далеко на севере для выращивания кукурузы и как и большинство других племён в регионе, были в основном охотниками, рыболовами и собирателями. Их основными союзниками были гуроны и алгонкины. Благодаря своему местонахождению ниписсинги принимали активное участие как в межплеменной торговле, так и в войнах. Их обширные торговые связи, позволяли им дополнить свой рацион кукурузой, бобами и тыквой, которые были основными культурами, выращиваемыми многими индейскими народами к югу от них.
Они вели торговлю задолго до прихода европейцев на континент, их основным предметом торговой деятельности была медь из верховьев Великих озер, которая высоко ценилась племенами алгонкинов на атлантическом побережье.

## Население
В 1615 году Самюэль де Шамплен оценил ниписсингов в 700—800 человек. В дальнейшем их число сократилось в результате войн с ирокезами и евразийских инфекционных заболеваний. В 1710 году в миссионерском поселении Лак-де-Дё-Монтань проживало около 250 ниписсингов. После окончания войны с французами и индейцами их осталось около 200 человек. Официальная перепись 1827 года насчитала 250 членов племени. Согласно переписи населения Канады 2011 года, в индейской резервации Ниписсинг 10 в Онтарио проживало 1450 человек.